# Euchorthippus declivus
Euchorthippus declivus är en insektsart som först beskrevs av Brisout de Barneville 1848.  Euchorthippus declivus ingår i släktet Euchorthippus och familjen gräshoppor. Inga underarter finns listade i Catalogue of Life.

## Bildgalleri

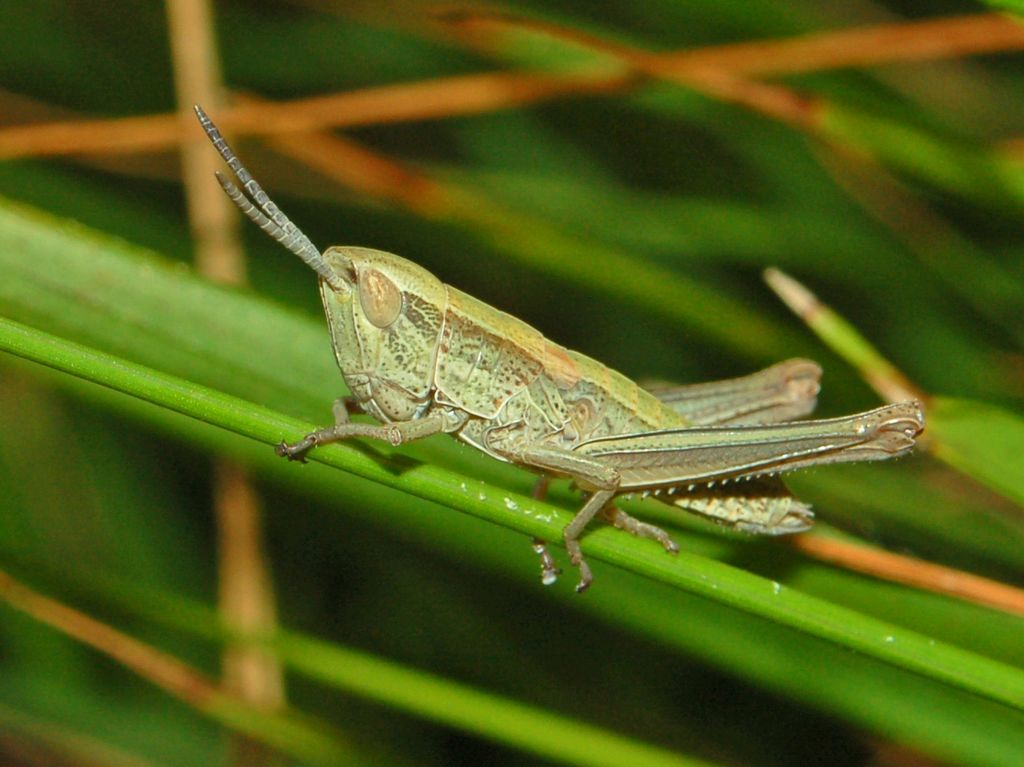